# Bazyli (patriarcha Jerozolimy)
Bazyli – dwudziesty drugi chalcedoński patriarcha Jerozolimy; sprawował urząd w latach 820–838.